# فرانكو اريزالا
فرانكو اريزالا (بالإسبانية: Franco Arizala)‏ (4 يونيو 1986 ببوغوتا في كولومبيا - ) هو لاعب كرة قدم كولومبي في مركز الهجوم لعب سابقاً في النادي العربي القطري . لعب مع كلوب ليون ونادي أطلس ونادي باتشوكا ونادي تشياباس وCortuluá ‏ وديبورتيس توليما وBoyacá Chicó F.C. ‏.

## روابط خارجية
- فرانكو اريزالا على موقع الاتحاد الدولي (مؤرشف)  (الإنجليزية)
- فرانكو اريزالا على موقع قاعدة بيانات كرة القدم.إي يو (الإنجليزية)
- فرانكو اريزالا على موقع Soccerway.com (الإنجليزية)
- فرانكو اريزالا على موقع AS.com (الإسبانية)